# Julián Grajales, Jiquipilas
Julián Grajales är en ort i Mexiko.   Den ligger i kommunen Jiquipilas och delstaten Chiapas, i den sydöstra delen av landet, 700 km sydost om huvudstaden Mexico City. Julián Grajales ligger 610 meter över havet och antalet invånare är 1 293.
Terrängen runt Julián Grajales är kuperad åt sydost, men åt nordväst är den platt. Runt Julián Grajales är det ganska glesbefolkat, med 47 invånare per kvadratkilometer. Närmaste större samhälle är Tierra y Libertad, 16,6 km väster om Julián Grajales. I omgivningarna runt Julián Grajales växer huvudsakligen savannskog.